# Edwardsina alticola
Edwardsina alticola är en tvåvingeart som beskrevs av Peter Zwick 1977. Edwardsina alticola ingår i släktet Edwardsina och familjen Blephariceridae. Inga underarter finns listade i Catalogue of Life.